# Samsung Galaxy S III Neo
El Samsung Galaxy S III Neo es una versión ligeramente diferente del Samsung Galaxy S III Tiene menos características, como por ejemplo, la falta de protección de pantalla Gorilla Glass, y el uso de Qualcomm Snapdragon 400 en lugar de Samsung Exynos 4.
Samsung presentó el Galaxy S III Neo en abril de 2014, dos años después del lanzamiento inicial del Galaxy S III.

## Diferencias entre S III y S III Neo
El Galaxy S III no es igual al S III Neo, algunas especificaciones son mejores y otras peores.
La columna Diferencia se refiere al S III Neo.
| Especificación  | Galaxy S III         | Galaxy S III Neo     | Diferencia      |
| --------------- | -------------------- | -------------------- | --------------- |
| Red móvil       | GSM / HSPA           | GSM / HSPA           | Lo mismo        |
| Lanzamiento     | mayo 2012            | abril 2014           | 2 años después  |
| Peso            | 133 gramos (4,69 oz) | 132 gramos (4,66 oz) | Liviano         |
| Pulgadas        | 4.8 pulgadas         | 4.8 pulgadas         | Lo mismo        |
| SIM             | Un SIM               | Doble SIM            | Doble SIM       |
| Protección      | Gorilla Glass 2      | Ninguno              | Desprotegido    |
| Android stock   | Android 4.0.4        | Android 4.3          | Reciente        |
| Actualizable    | Android 4.4.4        | Android 4.4.4        | Lo mismo        |
| SoC             | Exynos 4412          | Snapdragon 400       | Desconocido     |
| CPU             | Cortex A-9 1.4 GHz   | Cortex A-7 1.2 Ghz   | Peor            |
| GPU             | Mali-400MP4          | Adreno 305           | Desconocido     |
| Memoria externa | microSD              | microSD              | Lo mismo        |
| Memoria interna | 16, 32 y 64 GB       | Solo 16 GB           | Solo una opción |
| Cámara frontal  | 1.9 MP               | 1.9 MP               | Lo mismo        |
| Cámara trasera  | 8 MP AF              | 8 MP AF              | Lo mismo        |
| Barómetro       | Sí                   | No                   | No hay sensor   |
| Batería         | 2100 mAh             | 2100 mAh             | Lo mismo        |